# Negara Batin (Margatiga)
Negara Batin is een bestuurslaag in het regentschap Lampung Timur van de provincie Lampung, Indonesië. Negara Batin telt 6150 inwoners (volkstelling 2010).